# Loraine Henkel
Loraine Henkel (* 12. Februar 1988 in Alzenau, heute Loraine Neumann) ist eine deutsche Volleyballspielerin.

## Karriere

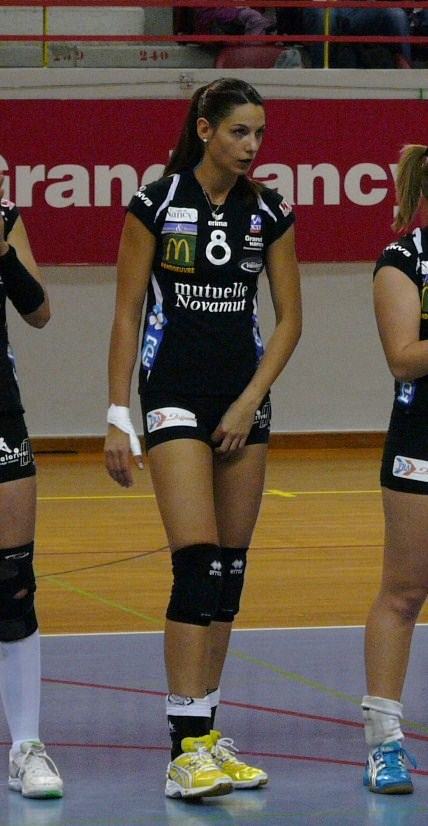
2011 in Nancy

Henkel spielte in ihrer Jugend Volleyball in ihrer unterfränkischen Heimat beim TV Großwelzheim und beim TV Mömlingen. 2005 wechselte sie zum Regionalligisten ASV Dachau und ein Jahr später zum Zweitligisten Allgäu Team Sonthofen. Von 2008 bis 2011 spielte Henkel beim Bundesligisten Rote Raben Vilsbiburg, mit dem sie 2009 den DVV-Pokal und 2010 die Deutsche Meisterschaft gewann. In dieser Zeit stand sie auch im Kader der deutschen Nationalmannschaft. 2011 ging die Mittelblockerin nach Frankreich, wo sie je eine Saison bei Vandœuvre Nancy VB und bei SES Calais spielte. Nach einer zweijährigen Spielpause kehrte sie 2015 nach Deutschland zurück und war für die Zweitligisten DJK Sportbund München-Ost und Allgäu Team Sonthofen aktiv. 2017 wurde Henkel mit Sonthofen Meisterin der 2. Bundesliga Süd und war „wertvollste Spielerin“ der Liga.

## Privates
Loraine Henkel ist mit dem Volleyballspieler Tobias Neumann verheiratet.